# 北湾営街駅
北湾営街駅（きたわんえいがいえき）は、中華人民共和国 江蘇省南京市江寧区に位置する南京麒麟有軌電車の駅である。

## 歴史
- 2017年10月31日: 開業[1]。

## 隣の駅
南京有軌電車
■ 麒麟有軌電車
馬高路駅 - 北湾営街駅 - 天泉路駅